# Iris boissieri
Iris boissieri là một loài thực vật có hoa trong họ Diên vĩ. Loài này được Henriq. miêu tả khoa học đầu tiên năm 1885.